# داریان تاونزند
داریان تاونزند (به انگلیسی: Darian Townsend) (زادهٔ ۲۸ اوت ۱۹۸۴) میلادی شناگر اهل کشور آفریقای جنوبی است.